# Glen Bell
Glen William Bell Jr. (Lynwood, 3 de septiembre de 1923-Rancho Santa Fe, 16 de enero de 2010) fue un emprendedor estadounidense, que fundó la cadena de restaurantes Taco Bell.

## Biografía
Glen Bell era hijo de Glen William Bell Sr. y Ruth Elizabeth Bell (nombre de soltera, Johnson). Su madre era de ascedencia sueca y su padre de ascendencia alemana. Bell se graduó en la San Bernardino High School en 1941. Sirvió en el cuerpo de Marines como cocinero durante la Segunda Guerra Mundial. Después de licenciarse de los marines, comenzó con un pequeño comercio llamado 'Bell's Drive-In en San Bernardino en 1948. En 1952, vendió su puesto de perritos calientes y comenzó con un restaurante de perritos y hamburguesas y, posteriormente, de tacos llamado Taco-Tia. Entre 1954 y 1955, abrió tres Taco Tias en San Bernardino area, eventualmente vendiendo esos restaurantes y abriendo cuatro El Tacos con su socio John Galardi en la área de Long Beach. Galardi posteriormente fundó la cadena de perritos Wienerschnitzel.
Glen Bell aprendió como hacer tacos en el Mitla Café de San Bernardino.
En 1962, se estableció en solitario y vendió El Tacos a su socio y abrió el primer Taco Bell en Tuolumne City. Bell franquició su restaurante en 1964. Su compañía creció rápidamente. Finalmente sus 868 restaurantes fueron vendidas a PepsiCo en 1978 por 125 millones.
Bell murió de Parkinson el 16 de enero de  2010 a los 86 años en Rancho Santa Fe.